# Annelies Verlinden

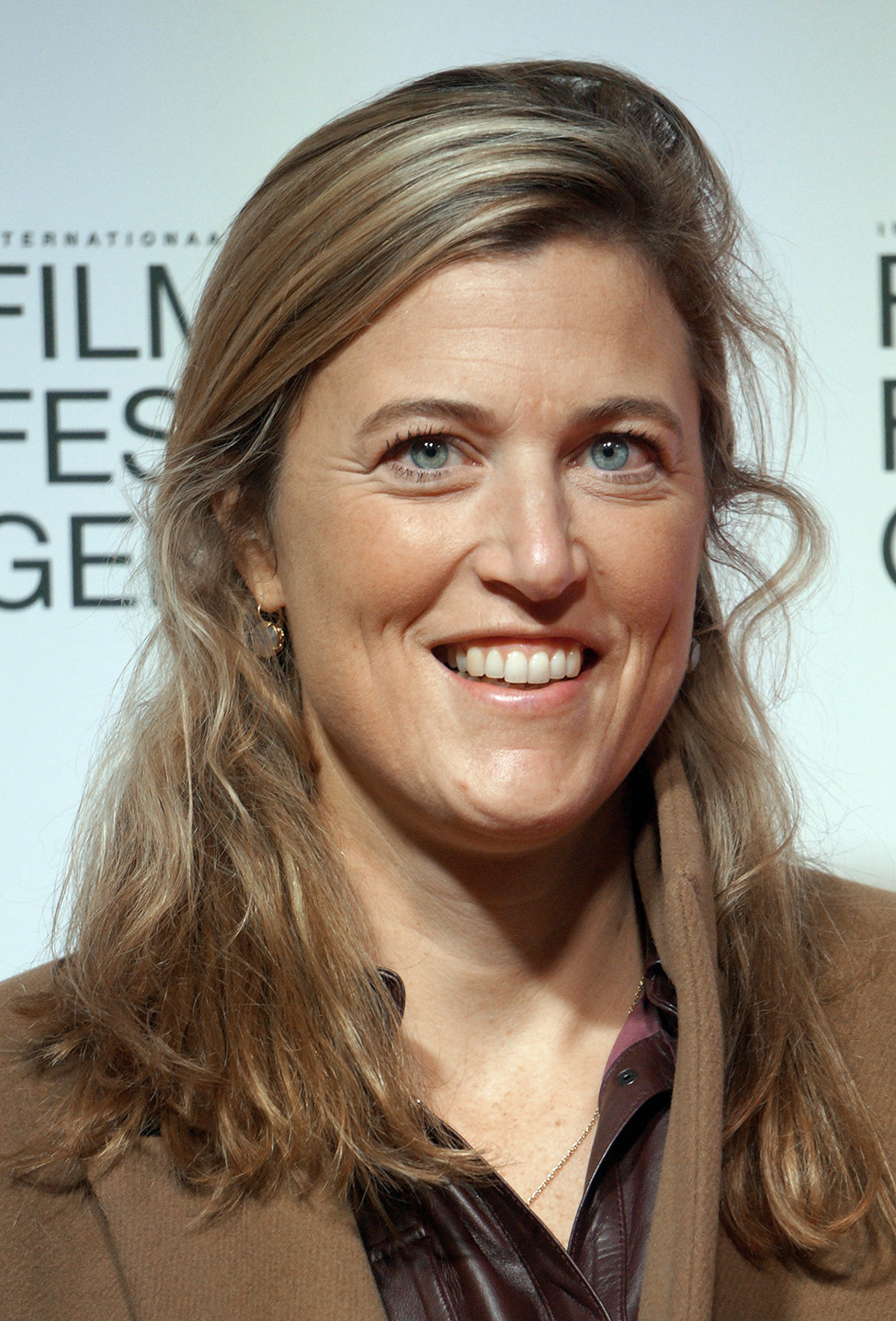
Annelies Verlinden (2020)

Annelies Verlinden (* 5. September 1978 in Merksem) ist eine belgische Politikerin und Juristin. Seit Februar 2025 ist sie Justizministerin in der Regierung De Wever. Zuvor war sie seit Oktober 2020 Innenministerin in der Regierung De Croo.

## Ausbildung und Beruf
Verlinden begann 1998 ein Jurastudium an der Universitaire Faculteiten Sint-Ignatius Antwerpen. 2001 erhielt sie ihr Lizenziat von der Katholieke Universiteit Leuven und 2002 ein Diplom in europäischem Recht von der Université catholique de Louvain.
Seit 2002 war Verlinden für die internationale Anwaltskanzlei DLA Piper tätig. 2014 wurde sie Co-Country Managing Partner der Kanzlei. Sie ist spezialisiert auf Verwaltungsrecht und Umweltrecht, speziell erneuerbare Energien.

## Politik
Von 2003 bis zu ihrem Rücktritt 2012 gehörte Verlinden dem Gemeinderat von Schoten an. Von 2005 bis 2009 war sie stellvertretende Vorsitzende der Jugendorganisation der flämischen Christdemokraten (CD&V).
Sie kandidierte auf der Liste der CD&V in der Provinz Antwerpen bei der Wahl zum flämischen Parlament 2004.
Seit dem 1. Oktober 2020 ist sie Ministerin des Innern, für Institutionelle Reformen und Demokratische Erneuerung in der Regierung De Croo.